# AEW Fight Forever
AEW: Fight Forever é um jogo eletrônico esportivo de luta profissional desenvolvido pela Yuke's e publicado pela THQ Nordic. É o título de estreia em consoles domésticos e computadores da promoção americana de wrestling profissional, a All Elite Wrestling (AEW). Foi lançado em 29 de junho de 2023 para PlayStation 4, PlayStation 5, Microsoft Windows, Xbox One, Xbox Series X/S e Nintendo Switch.

## Jogabilidade
Fight Forever apresenta jogabilidade no estilo arcade, com nove tipos de partidas na versão de lançamento. Isso inclui partidas individuais, partidas de duplas, partidas de escada, Casino Battle Royale e Mata Mata Com Arame Farpado Explosivo e outros modos. O jogo também apresenta jogo online e luta intergênero, o primeiro jogo da Yuke desde WWE SmackDown vs. Raw 2009. Durante o dia 10 de novembro de 2020, no AEW Games 1.0 Special Event, Kenny Omega confirmou que o jogo seria um sucessor espiritual de jogos como WWF No Mercy e Virtual Pro Wrestling, com jogabilidade no estilo e veias como do motor AKI que rodava aqueles jogos.

## Desenvolvimento

### Pré-lançamento
Vários membros da administração da AEW expressaram interesse em um jogo eletrônico AEW antes do episódio de estreia do AEW Dynamite em outubro de 2019. O jogo foi anunciado oficialmente em 10 de novembro de 2020, no evento especial AEW Games 1.0. Yuke's foi anunciado como o desenvolvedora, tendo trabalhado anteriormente em vários jogos para NJPW e WWE, assim como Rumble Roses para Konami. Seria o primeiro jogo de luta livre desde WWE 2K19 em 2018. O trailer de revelação apresentou os lutadores da AEW: Kenny Omega, Chris Jericho e Hikaru Shida. Hideyuki "Geta" Iwashita, diretor de WWF No Mercy e WCW/nWo Revenge, também foi anunciado como diretor.
Mais tarde naquele mês, Hiromi Furuta, produtor sênior da Yuke's, afirmou que WWF No Mercy foi uma influência chave devido à sua popularidade entre os fãs do gênero, e que Fight Forever não tinha a intenção de rivalizar com a série WWE 2K. Em junho de 2021, o primeiro vídeo de jogo em desenvolvimento foi lançado, incluindo a revelação de Darby Allin. Em setembro, outro pequeno vídeo de gameplay com Jungle Boy foi lançado. Em 20 de setembro de 2021, a AEW anunciou uma parceria com a Owen Hart Foundation para preservar o legado de Owen Hart, que incluiu uma aparição no próximo jogo de console. Isso marcaria a primeira aparição de Hart em um jogo eletrônico desde 2004 em Showdown: Legends of Wrestling, lançado pela Acclaim. Em fevereiro de 2022, Kenny Omega afirmou que o jogo contaria com jogabilidade multiplataforma. No entanto, apenas o jogo entre gerações do mesmo ecossistema estava disponível no lançamento, com jogadores de PS4 capazes de se conectar com jogadores de PS5 e jogadores de Xbox One interagindo com jogadores de Xbox Series X/S.
Após a gravação de AEW Dynamite em 21 de abril de 2022, o fundador da AEW, Tony Khan, disse à multidão ao vivo que o título do jogo seria AEW: Fight Forever. Isso foi anunciado formalmente em 4 de maio de 2022, com o lançamento de vídeos de jogabilidade com Kris Statlander e Nyla Rose. Em junho de 2022, a Omega afirmou em entrevista ao Fightful que o jogo estava programado para ser lançado ainda naquele ano. A Omega posteriormente confirmou que o jogo seria publicado pela THQ Nordic. Em dezembro de 2022, Evil Uno revelou ao Fightful que o jogo seria lançado com mais de 50 personagens jogáveis, com novos membros da lista e modos de jogo sendo adicionados como conteúdo para download ao longo do tempo, comparando-o a No Man's Sky.
Apesar de sua saída da AEW em fevereiro de 2022 e subsequente retorno à WWE na WrestleMania 38, o ex-vice-presidente executivo Cody Rhodes permaneceu parte do elenco base como um lutador desbloqueável no Fight Forever. Quando questionado sobre a presença de Rhodes no jogo, Kenny Omega respondeu- que era "muito apaixonado por garantir que o legado e a posição de Rhodes na empresa fossem preservados" e que "você pode experimentar a AEW desde o início, desde o dia um", referindo-se ao envolvimento de Rhodes na formação da AEW. Como resultado, Rhodes se torna o primeiro lutador em 24 anos a aparecer em dois jogos de wrestling profissional lançados por promoções rivais no mesmo ano civil, tendo sido jogável no WWE 2K23 que foi lançado 3 meses antes do Fight Forever.
Em 22 de junho de 2023, o vice-presidente sênior da AEW, Nik Sobic, afirmou em uma entrevista ao SEScoops que a decisão foi tomada desde o início para animar manualmente os movimentos em vez de usar a tecnologia de captura de movimento. Ele também mencionou que se a equipe tivesse tempo ilimitado, o jogo teria listas completas de AEW e NJPW, acrescentando que se o Fight Forever tivesse um bom desempenho e os fãs solicitassem, haveria oportunidades para atualizações cruzadas no futuro. Na mesma entrevista, o produtor da THQ Nordic, David Knudsen, rejeitou os rumores de que o sangue foi removido devido a problemas com o ESRB.

### Conteúdo pós-lançamento
Em 26 de junho de 2023, os mineradores de dados que jogavam as primeiras cópias do jogo descobriram strings de texto referindo-se a um modo Stadium Stampede que permite que até 30 jogadores online compitam em uma partida battle royale em um ambiente de arena aberta; apresentando carregamentos de armas, baús de itens, veículos e um sistema de nivelamento pensado para ser usado para um sistema de passe de batalha.

## Lançamento

A arte da capa do jogo na época de seu anúncio apresentava CM Punk como destaque.

Em 3 de agosto de 2022, a AEW e a THQ Nordic lançaram um teaser oficial do jogo, junto com a arte da capa apresentando CM Punk, Dr. Britt Baker, D.M.D., Kenny Omega, Chris Jericho, Jon Moxley e Jade Cargill. No entanto, após a suspensão indefinida de CM Punk após uma briga nos bastidores do All Out, uma nova capa sem ele foi revelada em novembro, apresentando adicionalmente Sting, MJF, Orange Cassidy, Bryan Danielson e "Hangman" Adam Page, ao lado dos lutadores da arte da capa anterior.
Em 12 de agosto de 2022, um trailer no THQ Nordic Digital Showcase apresentando Dr. Britt Baker, e Tony Schiavone foi revelado, com jogabilidade um contra um, além de uma olhada nos diferentes minijogos em Fight Forever. Também foi anunciado que uma demo do jogo seria jogável na Gamescom, ganhando o prêmio de Melhor Jogo de Esportes no evento. Em 15 de setembro de 2022, uma demo também pôde ser jogada no Tokyo Game Show.
Em março de 2023, em uma coletiva de imprensa após o evento Revolution, Tony Khan afirmou que Fight Forever estava completo e que anunciariam uma data de lançamento em breve. No entanto, o gerente da comunidade da THQ Nordic, Per Hollenbo, esclareceria em sua conta no Twitter que o jogo não estava concluído e ainda estava sendo preparado para lançamento.
Em 16 de maio de 2023, as conquistas do jogo foram listadas nas plataformas Xbox. Mais tarde descobriu-se que os jogadores poderiam forçar um pré-download em seu console a partir do aplicativo Xbox. Em 22 de maio de 2023, em uma mensagem de vídeo especial de Kenny Omega, foi anunciado que Fight Forever seria lançado internacionalmente em 29 de junho de 2023, com pré-encomendas e pré-downloads começando oficialmente no mesmo dia. O comunicado de imprensa também confirmou uma Edição Elite do jogo, mas não especificou o conteúdo que seria incluído.
Em 1º de junho de 2023, duas versões de Matt Hardy foram anunciadas como bônus de pré-venda do jogo, apresentando suas versão padrão e Broken Matt. O conteúdo da Elite Edition também foi revelado e disponibilizado para pré-venda digital no mesmo dia. A edição contém o pacote de pré-encomenda Matt Hardy, acesso antecipado de um dia e o Season Pass que inclui: FTR (Cash Wheeler e Dax Harwood), Keith Lee, The Bunny, Hook e Danhausen, e também quatro mini-jogos.

### Recepção
Após o lançamento de acordo com o agregador de análises Metacritic, Fight Forever recebeu críticas "mistas ou médias" para as versões para PC e PlayStation 5, enquanto "geralmente desfavorável" para a versão para Nintendo Switch.
Jarrett Green, da IGN, elogiou a divertida atmosfera de arcade do jogo, mas afirmou que o jogo parecia inacabado, com fortes críticas feitas ao modo "Road to Elite": "Muito disso parece um começo muito bom, indo a toda a velocidade com animações saltitantes, o ritmo rápido da ação e design de personagem divertido e eficaz. Mas quase todas as suas boas ideias são prejudicadas por bugs e sistemas opacos ou totalmente inúteis. Seu grande modo single-player é mal escrito e, embora seja relativamente fácil de completar e cheio de opções de ramificação, não há boas forma de indicar essas opções ao jogador".
Marcus Stewart, da Game Informer, disse que o jogo tinha potencial para crescer em futuras atualizações ou sequências, mas a suíte de criação limitada e o modo de história não estavam à altura: "Se nada mais, AEW: Fight Forever tem potencial. Estou feliz por ter um jogo de luta livre mais no estilo arcade, especialmente um baseado em uma grande promoção. A jogabilidade tem uma base sólida e, quando está disparando em todos os cilindros, a ação canaliza a diversão simples dos anos 90 e início dos anos 2000. O resto do pacote só precisa ser atualizado".
Alternativamente, Jason Fanelli da GameSpot elogiou o modo de história por ser divertido e o estilo de luta do jogo com aclamação particular para o Exploding Barbed Wire Deathmatch. No entanto, Fanelli notou a ausência de grandes nomes da AEW como Toni Storm e Jamie Hayter no elenco base, e lamentou a falta de tipos de partidas e entradas mais curtas, mas concluiu que o jogo foi um "primeiro soco eficaz" para possíveis parcelas futuras.
Justin Clarke, da Slant Magazine, observou inversamente a jogabilidade no estilo arcade, sendo visivelmente diferente da série WWE 2K, com elogios particulares aos tipos de luta hardcore como destaques, dizendo que eles "[empurram] o envelope de maneiras que os jogos de luta livre não faziam há anos".
Sylvester Greer, da Gaming Route, criticou o jogo com as palavras "Em conclusão, AEW: Fight Forever parece uma oportunidade perdida. Enquanto os acenos para a era da nostálgica luta livre de fliperama e a inclusão de estrelas de alto calibre do All Elite Wrestling fornecem lampejos de brilho, elas não compensam suas deficiências".